# Matteo Salvini

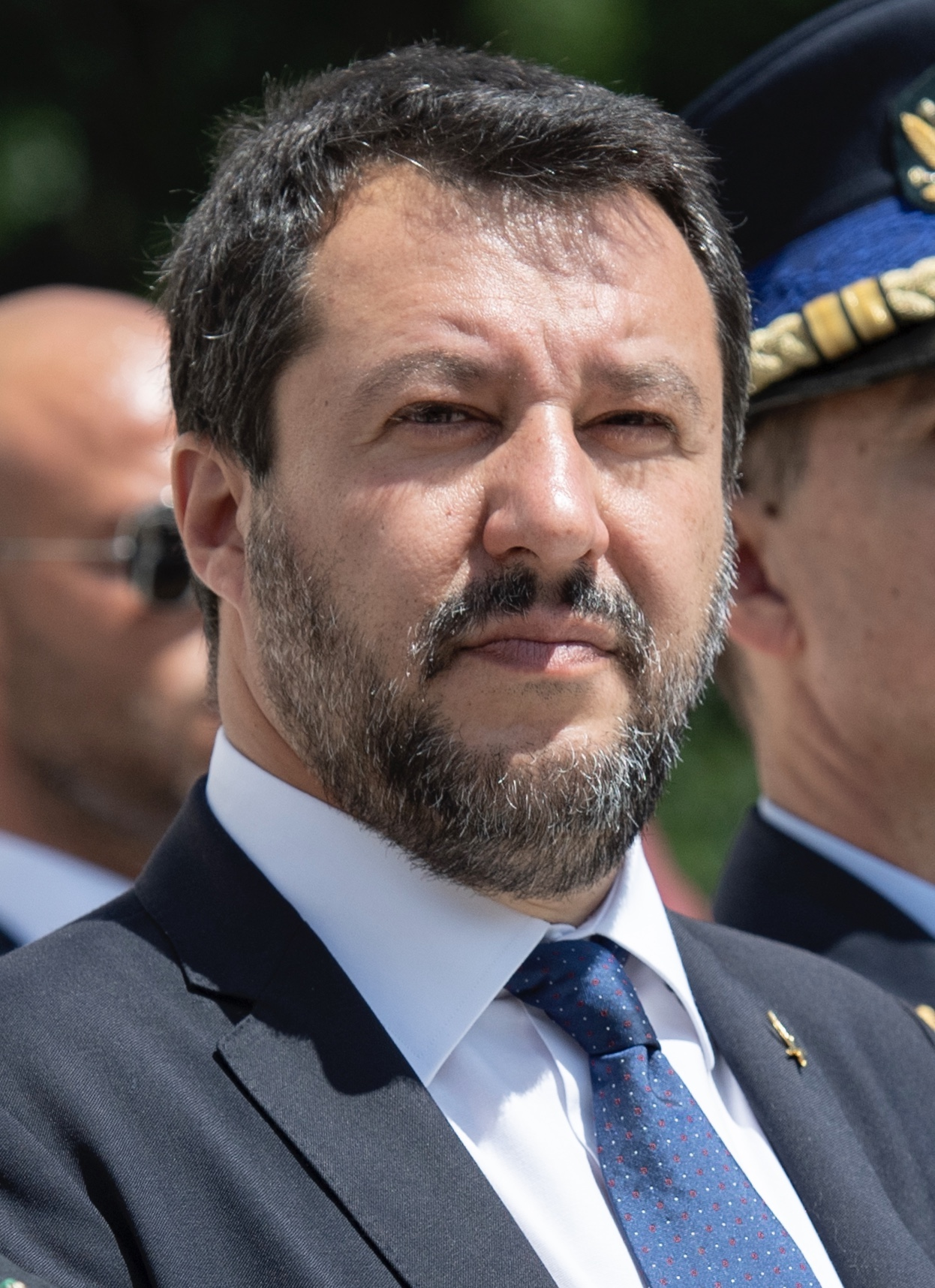
Matteo Salvini (2019)

Matteo Salvini (* 9. März 1973 in Mailand) ist ein italienischer Politiker und Bundessekretär (d. h. Parteivorsitzender) der Partei Lega sowie Mitglied des italienischen Senats. Seit Oktober 2022 ist er Minister für nachhaltige Infrastruktur und Mobilität sowie stellvertretender Ministerpräsident im Kabinett Meloni.
Salvini begann seine politische Karriere in den 1990er-Jahren in der Jugendorganisation und dem linken Flügel der damals noch separatistischen Lega Nord und arbeitete als Redakteur bei parteieigenen Medien. 2004–2006 und 2009–2018 war er Mitglied des Europäischen Parlaments. Er wurde 2013 Bundessekretär (Parteivorsitzender) der Lega Nord, die sich unter seiner Führung von einer norditalienischen Regionalpartei zu einer in ganz Italien aktiven radikal rechtspopulistischen Partei entwickelte. Salvini war von Juni 2018 bis September 2019 Innenminister und stellvertretender Ministerpräsident im Kabinett Conte I.

## Leben
Salvini ist das Kind einer Hausfrau und eines Managers. Er besuchte das Liceo ginnasio statale Alessandro Manzoni in Mailand und schloss seine Schulzeit 1992 mit einem humanistischen Abitur ab. Er begann an der Universität Mailand ein Studium der Geschichte und brach dieses ab. 1997 begann er eine journalistische Tätigkeit bei der Tageszeitung La Padania. 1999 wurde er Redakteur beim Parteisender Radio Padania Libera, dem Sender der Lega Nord zur Propagierung eines unabhängigen Padaniens.
Er ist geschieden und Vater von zwei Kindern.

## Politische Laufbahn

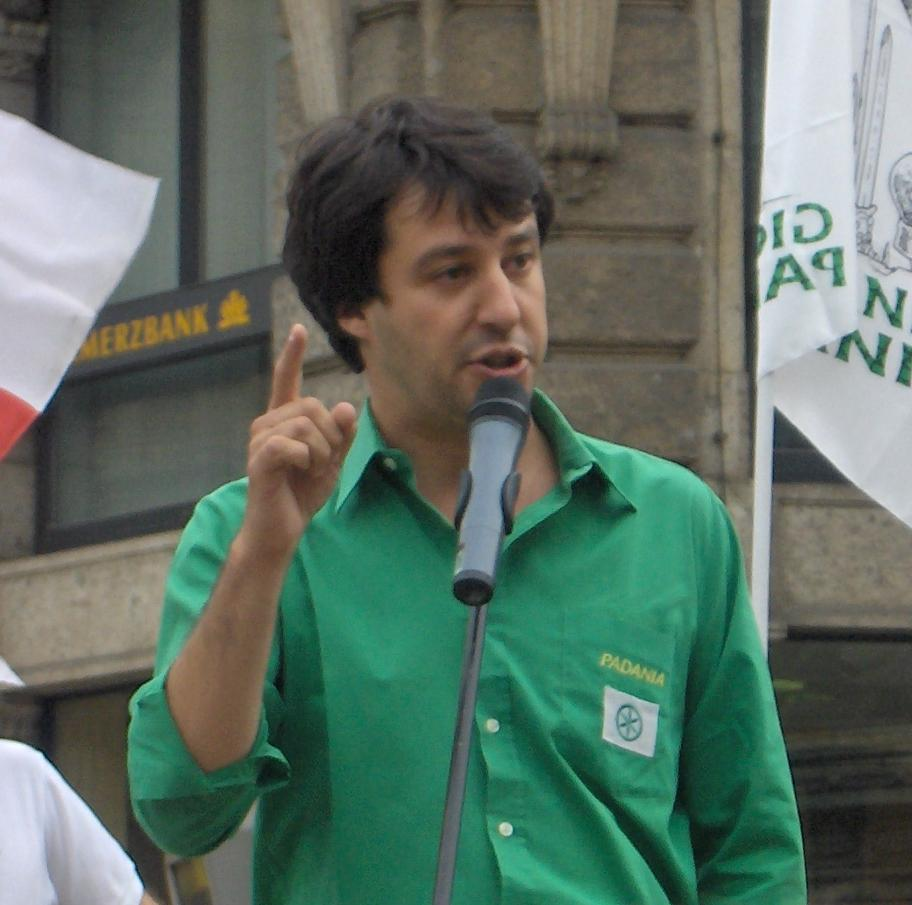
Salvini bei einer Kundgebung der Jugendorganisation Giovani Padani, 2006

Salvini trat 1990 im Alter von 17 Jahren der Lega Lombarda bei, einem der „nationalen“ Verbände der Lega Nord (die norditalienischen Separatisten bezeichneten die einzelnen Regionen als „Nationen“, die Lega Nord war nur der Dachverband). 1993 wurde er in den Stadtrat von Mailand gewählt, dem er bis 2013 angehörte. Von 1994 bis 1997 war er Verantwortlicher der Jugendorganisation der Lega Nord (Movimento Giovani Padani) in Mailand. Er wurde zunächst dem linken Parteiflügel zugerechnet. 1994 setzte sich Salvini für die Erhaltung des von linken Hausbesetzern gegründeten autonomen Zentrums Leoncavallo ein, das der Mailänder Bürgermeister Marco Formentini (ebenfalls Mitglied der Lega Nord) schließen lassen wollte. Als die Lega Nord 1997 Wahlen zu einem „Padanischen Parlament“ abhielt, zu denen mehrere fiktive Parteien antraten (tatsächlich waren fast alle Kandidaten Mitglieder der Lega Nord), war Salvini Spitzenkandidat der „Padanischen Kommunisten“. Von 1998 bis 2004 war Salvini Parteisekretär der Lega Nord in der Provinz Mailand und zugleich von 1998 bis 2002 Bundeskoordinator des Movimento Giovani Padani.
Bei der Europawahl 2004 wurde er in das Europäische Parlament gewählt, er legte das Mandat jedoch im November 2006 nieder. Von Juli 2004 bis April 2006 war er Mitglied der EU-skeptischen Fraktion Unabhängigkeit/Demokratie. Bei der italienischen Parlamentswahl 2008 erhielt er einen Sitz in der Abgeordnetenkammer. Diesen gab er jedoch Mitte 2009 nach der Europawahl 2009 auf, als er erneut in das EU-Parlament einzog. In der Legislaturperiode bis 2014 saß er in der europaskeptischen und rechtspopulistischen Fraktion EFD, war Mitglied im Ausschuss für Binnenmarkt und Verbraucherschutz und Delegierter im Ausschuss für die Beziehungen zu Indien sowie für die Beziehungen zur koreanischen Halbinsel. Im Juni 2012 wurde er als Nachfolger Giancarlo Giorgettis zum „nationalen“ Parteisekretär der Lega Lombarda, der größten Teilorganisation der Lega Nord, gewählt.

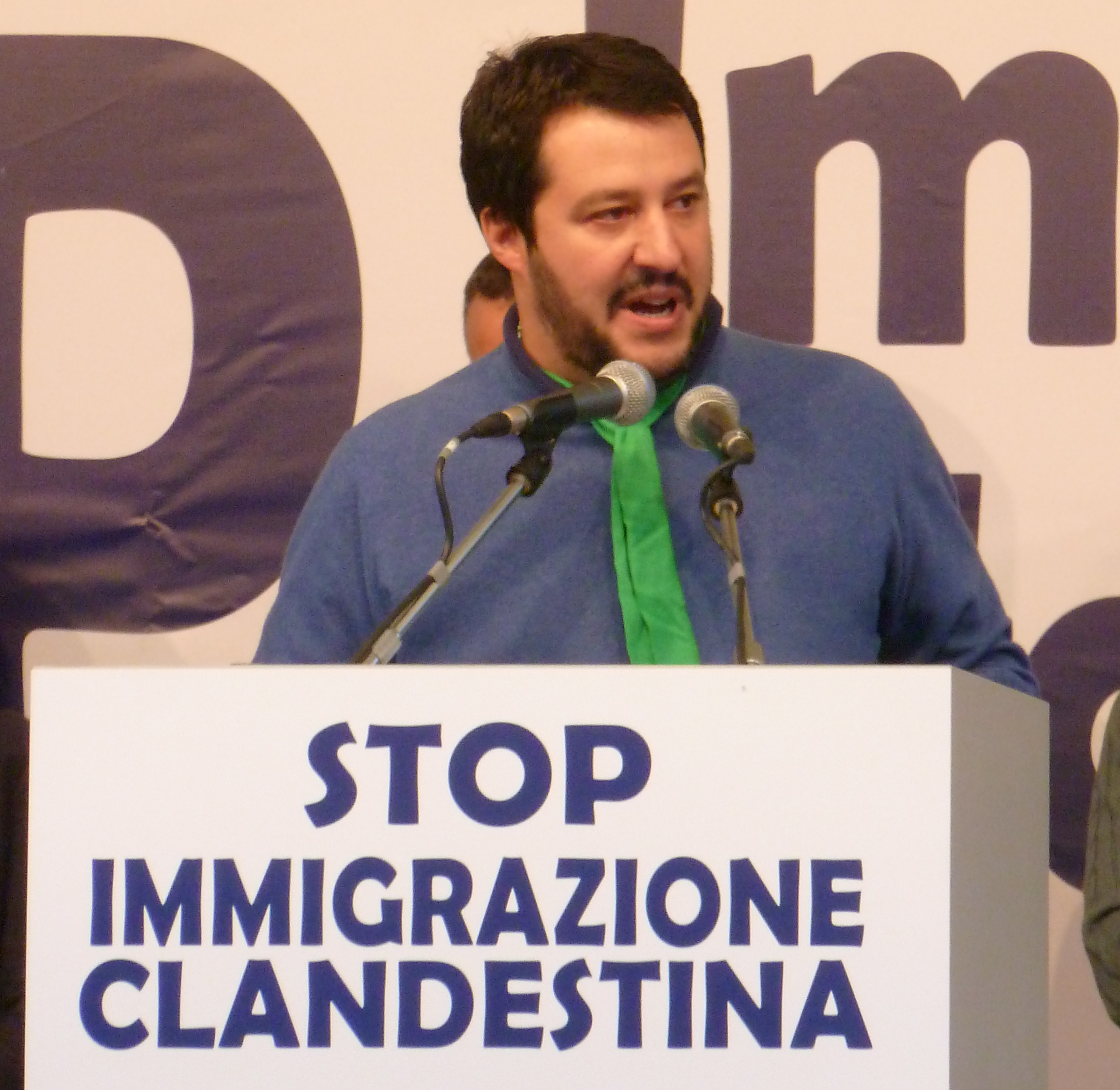
Salvini bei einer Parteiveranstaltung in Turin, 2013

Bei der parteiinternen Urwahl zum Bundessekretär der Lega Nord im Dezember 2013 erhielt Salvini 8162 Stimmen (81,7 Prozent) und der langjährige Vorsitzende Umberto Bossi 1833 Stimmen (18,3 Prozent). Seit dem 13. Dezember 2013 war er Bundesvorsitzender (segretario federale) der Lega Nord. Er galt 2015 als Exponent der rechtspopulistischen und fremdenfeindlichen Neuausrichtung der Lega Nord. Unter dem Vorsitz Salvinis radikalisierte sich die Lega Nord und übernahm eine über Norditalien hinausgehende Führungsrolle in der italienischen Rechten. Er transformierte die Lega „in eine rechtspopulistische Partei, die sich gegen die Europäische Union, den Euro und die Globalisierung wendet“. Die Thematik Einwanderung (speziell über das Mittelmeer) wurde spätestens unter Salvini zu einem wichtigen Bestandteil der Parteirhetorik. Im Dezember 2014 gründete er die Partei Noi con Salvini (‚Wir mit Salvini‘) als Schwesterorganisation der Lega Nord für Mittel- und Süditalien. Diese blieb jedoch unbedeutend, nur in Sizilien gewann sie 2017 ein Mandat im Regionalrat. Salvini führte beide Parteien in Personalunion.
Bei der Europawahl 2014 wurde Salvini erneut ins EU-Parlament gewählt. Im ersten Jahr der Legislaturperiode war er dort fraktionslos. Im Juni 2015 trat er der neugegründeten rechtsextremen Fraktion Europa der Nationen und der Freiheit bei und wurde deren stellvertretender Vorsitzender. Seit 2014 war er Mitglied des Ausschusses für internationalen Handel und Delegierter in der Paritätischen Parlamentarischen Versammlung AKP-EU. Nach seiner Wahl in den italienischen Senat im März 2018 legte Salvini sein Mandat im EU-Parlament nieder.
Unter Salvinis Führung wandte sich die Lega Nord weiter von ihrem einstigen norditalienischen Separatismus ab und stattdessen einem auf Italien als Ganzes bezogenen Nationalismus zu. Bei der Urwahl des Bundessekretärs (Parteivorsitzenden) im Mai 2017 setzte sich Salvini mit 82,7 Prozent gegen Gianni Fava – einen Anhänger der Unabhängigkeit „Padaniens“ und zugleich sozialdemokratischer Innenpolitik – durch. Im Dezember 2017 gründete Salvini die Lega per Salvini Premier („Liga für Salvini als Premierminister“), kurz nur Lega genannt, die zunächst eine Ergänzung der Lega Nord für Mittel- und Süditalien darstellen sollte.
Bei den Parlamentswahlen im März 2018 gewann die Lega stark hinzu. Mit über 17 Prozent der Stimmen verdrängte sie Silvio Berlusconis Partei Forza Italia als stärkste Kraft des Mitte-rechts-Lagers. Salvini selbst zog infolge dieser Wahl als Vertreter der süditalienischen Region Kalabrien in den italienischen Senat ein. Dort gehörte er dem Ausschuss für auswärtige Angelegenheiten an. Im Kabinett Conte I, einer Koalition aus Movimento 5 Stelle (Fünf-Sterne-Bewegung) und Lega, die vom 1. Juni 2018 bis zum 5. September 2019 amtierte, war Salvini Innenminister. Er und Luigi Di Maio waren zudem stellvertretende Ministerpräsidenten. Bei der Europawahl 2019 trat Salvini als Spitzenkandidat der Lega in allen fünf italienischen Wahlkreisen an. Seine Partei wurde mit einem landesweiten Stimmenanteil von 34,3 Prozent stärkste Kraft in Italien, das beste Wahlergebnis in der Geschichte der Lega. Salvini verzichtete jedoch auf das Mandat im Europäischen Parlament, um in der nationalen Regierung zu bleiben. Am 8. August 2019 verkündete Salvini den Bruch der Koalition, zwölf Tage später gab Italiens Ministerpräsident Giuseppe Conte seinen Rücktritt und das Ende seiner Regierung aus Fünf-Sterne-Bewegung und Lega Nord bekannt.
Ende Januar 2020 legte Salvini den Bundesvorsitz der Lega Nord nieder und wurde stattdessen Bundessekretär der nun in ganz Italien aktiven Lega per Salvini Premier. Nach dem Sturz der zweiten Regierung Giuseppe Contes im Januar 2021 führte Salvini die Lega in die von fast allen Parlamentsparteien unterstützte Regierung Draghi, in der er selbst jedoch kein Regierungsamt übernahm. Bei der Parlamentswahl im September 2022 verlor die Lega fast die Hälfte ihres Stimmenanteils und ihrer Parlamentssitze. Salvini selbst wurde aber als Senator bestätigt, er vertritt seither die Region Apulien. Am 22. Oktober 2022 wurde er zum Verkehrs- und Infrastrukturminister sowie stellvertretenden Ministerpräsidenten im Kabinett Meloni ernannt.

## Politische Positionen
Im Jahr 2009 schlug Salvini eine Rassentrennung von Einwanderern und Italienern in Eisenbahnwagen vor. Er sprach sich für die Wiedereinführung eines Straftatbestandes zur Bekämpfung illegaler Einwanderung aus. Im Juli 2013 kommentierte Salvini die Rede des Papstes auf Lampedusa dahingehend, dass Franziskus nicht die „Globalisierung des Verbrecherischen“ fördern solle. Über Roma und Sinti meinte Salvini, dass, wenn diese in der Öffentlichkeit als „Diebe“ wahrgenommen würden, es dafür auch einen Grund geben müsse.
Salvini hat den Euro 2014 als „kriminelle Währung“ bezeichnet. Gemeinsam mit der neofaschistischen CasaPound plädierte er 2014 für die Aussetzung des Schengen-Abkommens, wobei er mit der Unterstützung des russischen Präsidenten Wladimir Putin rechnen konnte, den er im Herbst 2014 in Moskau traf. Nach einem Tötungsdelikt in Mailand wies Salvini die Schuld der italienischen Integrationsministerin Cécile Kyenge zu, die durch ihre Politik zu Straftaten aufstachele. Zu jener Zeit führte die Lega Nord eine Kampagne gegen die afroitalienische Politikerin. Als sich der damalige italienische Präsident, Giorgio Napolitano, im Juli 2013 zu rassistischen Wortmeldungen über Kyenge äußerte, forderte Salvini ihn auf, den Mund zu halten. Nach dem Tod des früheren italienischen Präsidenten Carlo Azeglio Ciampi im September 2016, bezeichnete Salvini ihn als „einen der Verräter Italiens und der Italiener“.
In seiner Studie für das Wilfried Martens Centre for European Studies zur Beziehung der europäischen radikalen Rechten mit Russland verortete der Historiker Antonis Klapsis Salvini in Bezug auf dessen Position im Zuge der völkerrechtswidrigen Annexion der Krim durch Russland im März 2014 als prorussischen Sympathisanten. Salvini reiste Mitte Oktober 2014 nach Moskau und sicherte dort dem Vorsitzenden der Staatsduma, Sergei Naryschkin, das Engagement seiner Partei für die „Wiedervereinigung“ der Krim mit Russland zu. Zuvor kritisierte er laut Klapsis die verhängten wirtschaftlichen Sanktionen gegen Russland und die allzu große wirtschaftliche Nähe Italiens zu Deutschland und den USA. Klapsis berichtet weiter von einer Pressekonferenz, wo sich Salvini für einen EU-Beitritt Russlands ausgesprochen haben soll. Giovanni Savino sah in diesem Kontext 2015 eine neue Allianz zwischen italienischen Neo-Eurasisten und islamophoben Populisten wie Matteo Salvini (Lega Nord) und Marine Le Pen (Front National). Ein enger Berater von Salvini ist der Vorsitzende des Kulturvereins Lombardei-Russland (Associazione Culturale Lombardia Russia), Gianluca Savoini. Der Kulturverein kooperiert mit der Lega Nord und vertritt ideologisch einen Neo-Eurasismus nach dem Neofaschisten Alexander Dugin. Savoini organisierte Treffen zwischen Salvini und russischen Politikern und begleitet Salvini auf dessen Russlandreisen. Laut Gerichtsunterlagen unterhält Savoini Kontakte zu Rechtsextremen, die für Russland gegen die Ukraine gekämpft haben und von denen einige im August 2018 in Italien festgenommen wurden. Die Lega hat seit 2017 ein offizielles Assoziierungsabkommen mit der russischen Regierungspartei Einiges Russland. Die graue Eminenz Sergio Romano verglich die Putin-Freundschaft Berlusconis mit derjenigen von Salvini: Berlusconi sei Putin auf Augenhöhe begegnet, aber Salvini sei „ein Wasserträger Putins“. Putin setze Salvini ein, „um der Europäischen Union zu schaden.“
Im März 2015 lud Salvini bei einer Großkundgebung in Rom Anhänger der griechischen neonazistischen Partei Chrysi Avgi („Goldene Morgenröte“) ein und auch den Aktivisten der Neuen Rechten Götz Kubitschek aus Deutschland.
Nachdem ein ehemaliger Lega-Nord-Kandidat und Neonazi bei einem Anschlag in Macerata auf afrikanische Migranten geschossen und sechs von ihnen verletzt hatte, twitterte Salvini, es sei die „unkontrollierte Einwanderung“, die zu „Chaos, Wut und sozialen Zusammenstößen“ führe. Bei einem verbalen Schlagabtausch mit dem luxemburgischen Außenminister Jean Asselborn im Zuge eines EU-Ministertreffens in Wien sprach sich Salvini im September 2018 gegen „neue Sklaven“ – gemeint waren damit Migranten aus Afrika – in Italien aus. Stattdessen setze er sich dafür ein, dass „die italienischen und europäischen Jugendlichen mehr Kinder in die Welt setzen“. Asselborn bezeichnete die Äußerungen Salvinis und das unangekündigte Filmen und spätere Veröffentlichen der Diskussion durch Salvini als „Methoden und Töne der Faschisten der Dreißigerjahre“ und wies auch auf die hohe Zahl italienischer Migranten hin, von denen viele nach Luxemburg auswanderten. 2018 sprach sich Salvini gegen die Pläne der österreichischen Bundesregierung, Südtirolern österreichisch-italienische Doppelstaatsbürgerschaften zu verleihen, aus, fühle sich aber mit Österreichs Regierung „in Europa verbündet und teile 99 Prozent ihrer Kämpfe“.

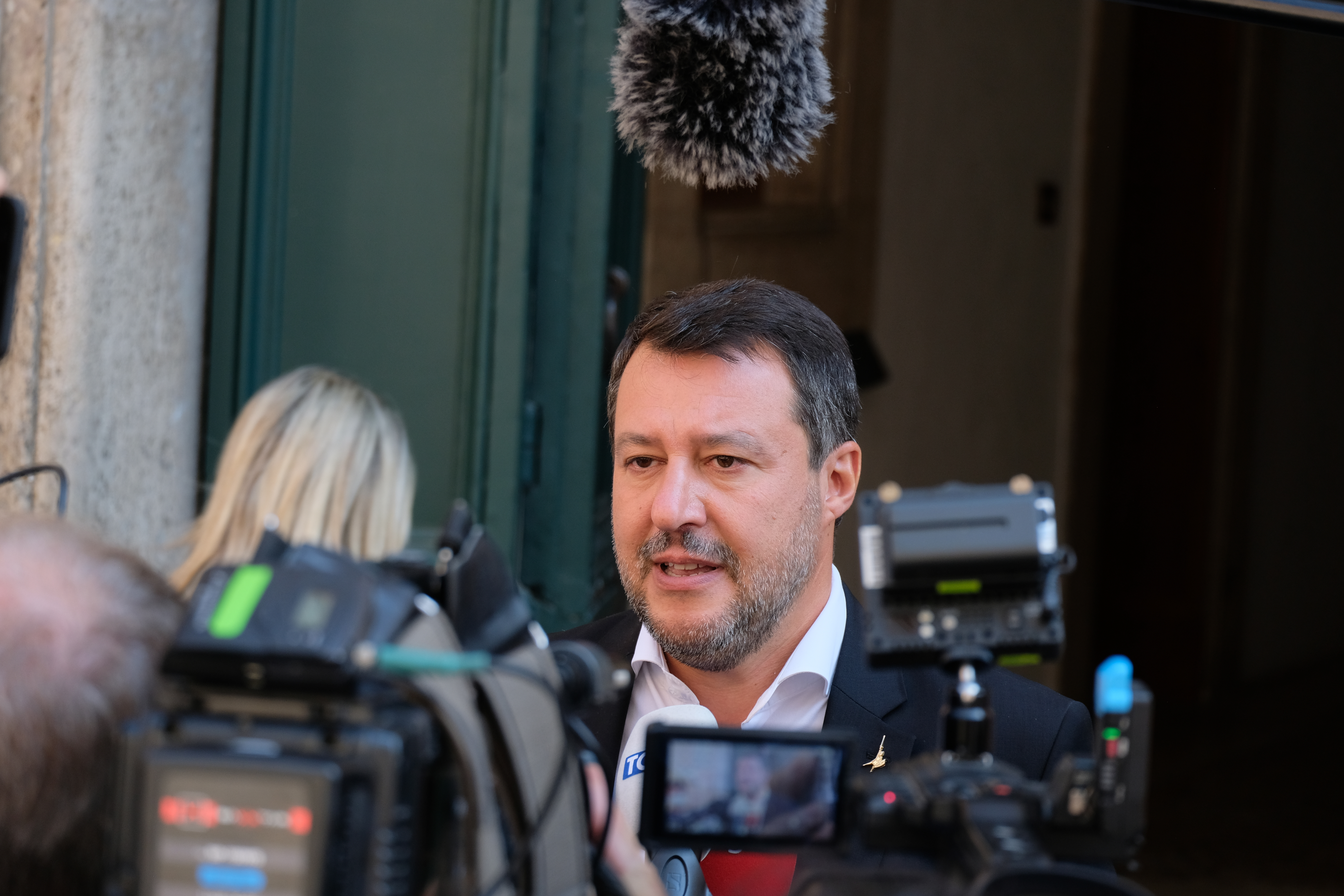
Matteo Salvini bei einer Pressekonferenz in Rom, Sept. 2021

Als Innenminister Italiens verfolgte Salvini einen flüchtlingsfeindlichen Kurs. So dürfen keine Schiffe von Hilfsorganisationen mehr in italienischen Häfen anlegen, Asylwerber sollen in größeren Flüchtlingszentren untergebracht werden. Im Oktober 2018 ließ Salvini etwa mehrere Hundert Migranten aus dem als Musterbeispiel für Integration von Flüchtlingen europaweit bekannten Riace in Kalabrien in Flüchtlingsunterkünfte bringen. Gegen den Bürgermeister der Gemeinde wird mit dem Vorwurf der Beihilfe zur illegalen Einwanderung von der Staatsanwaltschaft ermittelt.
Salvini plante als Innenminister, einen Zensus über in Italien lebende Sinti und Roma zu erstellen. Er behauptete, Roma-Kindern in Italien werde „Diebstahl und Illegalität beigebracht“, „leider“ könne man die italienischen Roma jedoch nicht ins Ausland abschieben. Eine solche ethnische Erfassung der Bürger verstößt gegen die italienische Verfassung, weshalb Italiens Premierminister Conte als Salvinis Vorgesetzter die Pläne vereitelte.

## Kontroversen

### Drohungen gegen Journalisten
Salvini drohte als Innenminister 2018, dem bekannten italienischen Mafiagegner und Enthüllungsjournalisten Roberto Saviano den Polizeischutz (den dieser wegen Todesdrohungen der Mafia erhielt) zu entziehen, nachdem dieser ihn kritisiert hatte. Saviano warf Salvini eine enge Nähe zur Mafia ’Ndrangheta vor.

### Parteispenden aus Moskau
Während einer Moskau-Reise Salvinis im Oktober 2018 traf sich sein mitgereister Pressesprecher Gianluca Savoini mit drei russischen Vertrauten von Präsident Wladimir Putin sowie mit weiteren Italienern, um illegale Parteispenden an die Lega in Höhe von 65 Millionen US-Dollar auszuhandeln. Die Affäre kam im Juli 2019 durch heimlich erstellte Gesprächsaufnahmen an die Öffentlichkeit und führte zu Ermittlungen bei der italienischen Staatsanwaltschaft. Der Koalitionspartner Fünf Sterne und die Opposition forderten einen Untersuchungsausschuss des Parlaments. Im selben Zeitraum wurde Salvinis Partei vom Obersten Italienischen Gericht zur Rückzahlung illegal erhaltener öffentlicher Parteienförderung in Höhe von 50 Millionen Euro an den italienischen Staat verurteilt. Bereits im Februar 2019 hatte die italienische Zeitschrift L’Espresso über einen anderen Versuch der Lega, illegale Gelder in Höhe von 3 Millionen US-Dollar von Russland zu erhalten, berichtet. Die Lega hat seit 2017 ein offizielles Assoziierungsabkommen mit der russischen Regierungspartei Einiges Russland von Wladimir Putin. Salvinis Pressesprecher Gianluca Savoini war nach Recherchen internationaler Medien ein langjähriger Mittelsmann der russischen Putin-Oligarchie mit weiteren rechtsextremen Parteien in Europa, wie z. B. der deutschen AfD oder der französischen Front National.

### Gerichtsverfahren
Im Fall der Seenotrettung durch Sea-Watch 3 unter Kapitänin Rackete griff Innenminister Salvini sowohl die italienische Justiz als auch die Hilfsorganisation Sea Watch und Kapitänin Rackete verbal an. In den sozialen Medien wurde die Untersuchungsrichterin grob beleidigt und erhielt Morddrohungen. Der italienische Richterverband ANM warf Salvini daraufhin vor, ein Klima des Hasses und der Aversion zu nähren. Die UN-Menschenrechtsexperten des UN-Menschenrechtsrats verurteilten am 18. Juli die Kriminalisierung der Seenotrettung und die Einschüchterung der unabhängigen italienischen Justiz durch Medien und Innenminister Salvini. Die Staatsanwaltschaft in Rom beauftragte Anfang September 2019 die Durchsuchung und Beweissicherung der Social-Media-Konten des ehemaligen Innenministers Salvini im Rahmen einer von Rackete eingereichten Verleumdungsklage. Die Ermittlungen gegen Salvini wurden eingestellt.
Salvini bezeichnete über das Mittelmeer setzende Erwachsene und Kinder als „Menschenfleisch“ und „wertvolle Ware“ für die Seenotretter. Der Publizist Roger de Weck schrieb, wer Menschen so deklariere, dem sei „ihr Leben egal, ihr Überleben vielleicht sogar misslich, könnte ihr Tod doch rein theoretisch andere Migranten abschrecken“.
Am 25. August 2018 leitete die italienische Justiz ein Ermittlungsverfahren wegen Freiheitsberaubung, illegaler Festnahme und Machtmissbrauchs gegen Salvini ein, weil auf dessen persönliche Anweisung auf dem Schiff „Diciotti“ der italienischen Küstenwache schiffbrüchige Personen festgehalten worden waren.
Das Schiff Aquarius mit den 629 Schiffbrüchigen bekam keine Genehmigung in einen italienischen Hafen einzulaufen, auch wenn damit internationales Seevölkerrecht gebrochen wurde, da Schiffbrüchige in den nächstgelegenen sicheren Hafen gebracht werden müssen. Frankreichs Präsident Emmanuel Macron warf Salvini Zynismus und Verantwortungslosigkeit vor. Der Senat lehnte die Aufhebung von Salvinis Immunität im Februar 2019 ab, sodass die Ermittlungen gegen ihn nicht fortgesetzt werden konnten. Im Juli 2019 verhinderte Salvini tagelang das Einlaufen des italienischen Küstenwachschiffs Bruno Gregoretti (CP 920) mit geretteten Migranten an Bord. Ein Gericht in Catania beschuldigt ihn deshalb des Amtsmissbrauchs und der Freiheitsberaubung. Seine Immunität wurde im Februar 2020 aufgehoben.
Im August 2019 verhinderte Salvini als Innenminister die Einfahrt des NGO-Schiff Open Arms der spanischen Seenotrettungs-Organisation Proactiva Open Armsmit 80 geretteten Migranten an Bord über Wochen. Das Schiff durfte schließlich auf Verfügung eines Staatsanwalts anlegen, gegen den erklärten Willen des Ministers. Ende Juli 2020 hob der italienische Senat die Immunität Salvinis auf, um in einem zweiten Gerichtsverfahren in Palermo Vorwürfe der Freiheitsberaubung und des Amtsmissbrauchs gegen ihn beurteilen zu lassen. Die Staatsanwaltschaft forderte eine sechsjährige Haftstrafe. Unmittelbar nach seiner Eröffnung am 15. September 2021 wurde der Prozess auf den 23. Oktober 2021 vertagt.  Im Dezember 2024 wurde er freigesprochen.

### Nähe zum Neo-Faschismus
Wiederholt wurde Salvini für seine Nähe zum Neofaschismus kritisiert. So veröffentlichte er unter anderem sein Buch Io Sono Matteo Salvini (Ich bin Matteo Salvini) im Altaforte-Verlag, dessen Chef, Francesco Polacchi, der neofaschistischen Partei CasaPound nahesteht, sich offen zum Faschismus bekennt und der als Bewunderer von Benito Mussolini gilt. Zudem wurde Salvini dafür kritisiert, Kleidung der Marke Pivet zu tragen, die insbesondere in neofaschistischen und Neonazi-Kreisen beliebt ist. Salvini wurde auch dafür kritisiert, dass er und seine Partei Lega den Gedenktag zur Befreiung vom Faschismus boykottiert und damit rechtsextreme Gruppen ermutigt haben. Mehrfach fiel Salvini zudem durch Anspielungen auf Mussolini auf. So bediente er sich z. B. am Geburtstag Mussolinis eines bekannten Zitats des Diktators.
Im November 2019 ist die Sardinen-Bewegung als Gegendemonstration zur Wahlkampfauftaktsveranstaltung von Salvini für die italienischen Regionalwahlen 2020 in der Stadthalle PalaDozza in Bologna entstanden. Seitdem organisiert die Graswurzelbewegung regelmäßig friedliche Demonstrationen, um gegen zunehmende rechtspopulistische und -extremistische Tendenzen in Italien zu protestieren. Salvini versucht seitdem die Stimmung im Lande gegen die Sardinen zu wenden, indem er sie als verkappte PD-Sozialdemokraten darstellt: „Wenn du an der Sardine kratzt, findest du einen PDler.“